# Liardetia tenuisculpta
Liardetia tenuisculpta је пуж из реда Stylommatophora и фамилије Euconulidae.

## Угроженост
Подаци о распрострањености ове врсте су недовољни.

## Распрострањење
Микронезија је једино познато природно станиште врсте.

## Станиште
Врста Liardetia tenuisculpta има станиште на копну.